# Cartosat-2C
Cartosat-2C ist ein indischer Erdbeobachtungssatellit aus der Indian-Remote-Sensing-Reihe. Sein Start erfolgte am 22. Juni 2016 mit einer PSLV-C34-Rakete vom Raketenstartplatz Satish Dhawan Space Centre auf Sriharikota aus. Neben Cartosat-2C wurden drei Minisatelliten (LAPAN-A3, BIROS und SkySat Gen2-1), zwei Mikrosatelliten (GHGSat-D und M3MSat der University of Toronto Institute for Aerospace Studies) und 14 Nanosatelliten (Swayam, SathyabamaSat und 12 Flock-2P-Dove-Nanosatelliten) ins All gebracht. Er umkreist die Erde in einer sonnensynchronen Bahn und ist mit einer panchromatischen Kamera ausgerüstet, die Bilder im Spektralbereich von 500 bis 850 nm, mit einer Schwadbreite von 9,6 bis 400 km (durch Neigung der Kamera) und einer Auflösung von 0,65 m liefert. Daneben ist eine Vierkanal Multispektralkamera (Spektralbereiche 0,43–0,52 µm, 0,52–0,61 µm, 0,61–0,69 µm, 0,76–0,90 µm), einer Schwadbreite von 10 km (bis 400 km durch Schwenken der Kamera) und einer Auflösung von 2 m. Die geplante Lebensdauer des Satelliten liegt bei fünf Jahren.

## Technische Daten
- Startgewicht: 727 kg
- Inklination: 97,5°
- Energieversorgung: Solarzellen mit 986 W Leistung + 2 Lithium-Ionen-Akkus
- Kameraauflösung: CCD-Zeile mit 1*12.000 Pixel